# Jan Stenmark
Jan Lennart Stenmark, född 11 februari 1949 i Sankt Olai församling i Norrköping, är en svensk skämttecknare. Han studerade på Konstfack 1975–79 och är känd från Aftonbladets kultursidor. Stenmark utmärker sig med sin speciella collageteknik där bilder (främst från 1940–60-talet) åtföljs av ironiska och underfundiga kommentarer.
Hans bildberättelser visar på ett melankoliskt sätt människans vilsenhet och utanförskap i livet. I september 2007 utsågs han till månadens stockholmare av Stockholms stad.
Han är sedan många år sambo med Margit Markgren (född 1958), som är dotter till ingenjören Bengt Markgren och Rut Sjöström.

### Övrigt
- Julgodis från Rolf, 1992

"Specialutgåva för Rolf & Co:s vänner och anställda julen 1992." En box med 15 bilder, samt ett signerat och numrerat försättsblad. Begränsad till 210 exemplar. Konceptuellt lik Vecka 53, men med andra bilder och i form av en röd chokladask.